# Ferneiella brevifurca
Ferneiella brevifurca är en tvåvingeart som först beskrevs av Günther Enderlein 1912.  Ferneiella brevifurca ingår i släktet Ferneiella och familjen dyngmyggor. Inga underarter finns listade i Catalogue of Life.